# Олефір Валерій Миколайович
Валерій Миколайович Олефір (12 лютого 1981, Луганська область) — український дипломат. Тимчасовий повірений у справах України в Аргентинській Республіці (з 2020).

## Біографія
Народився 12 лютого 1981 року на Луганщині. У 2003 році закінчив Національну юридичну академію України імені Ярослава Мудрого, правознавець; у 2004 — Харківський Національний Університет ім. В. Н. Каразіна, магістр фінансів; 2004 — Харківський Національний Університет ім. В. Н. Каразіна, кваліфікація філолога, викладача, перекладача. Кандидат економічних наук (2015). Крім української володіє іспанською, англійською та французькою мовами.
У 2002—2003 рр. — Юрисконсульт СП «Агроімпорт» Харків.
У 2003—2005 рр. — Спеціаліст другої категорії відділу громадянства Департаменту консульської служби МЗС України. У рамках Департаменту переведений на посаду аташе відділу консульсько-правових питань.
У 2005—2006 рр. — Помічник Першого віце-прем'єр-міністра України. У складі Служби Першого віце-прем'єр-міністра України переведений на посаду Прес-секретаря.
У 2006—2016 рр. — Консультант відділу організаційно-протокольного забезпечення Управління забезпечення міжпарламентських зв'язків Апарату Верховної Ради України. У рамках відділу переведений на посаду старшого консультанта. В рамках Управління переведений на посаду головного консультанта відділу забезпечення зв'язків з національними парламентами. Призначений заступником секретаря постійної делегації Верховної Ради України у ПА ОЧЕС та секретарем ПА ЄВРОНЕСТ.
З січня 2017 по липень 2020 рр. — Перший секретар по посаді Радника Посольства України в Аргентинській Республіці.
З липня 2020 — Тимчасовий повірений у справах України в Аргентинській Республіці.